# Chevy Chase Heights
Chevy Chase Heights és una concentració de població designada pel cens dels Estats Units a l'estat de Pennsilvània. Segons el cens del 2000 tenia 1.511 habitants.

## Demografia
Segons el cens del 2000, Chevy Chase Heights tenia 1.511 habitants, 669 habitatges, i 418 famílies. La densitat de població era de 455,8 habitants per quilòmetre quadrat.
Dels 669 habitatges en un 27,1% hi vivien nens de menys de 18 anys, en un 47,5% hi vivien parelles casades, en un 12,1% dones solteres, i en un 37,4% no eren unitats familiars. En el 32,3% dels habitatges hi vivien persones soles el 12% de les quals corresponia a persones de 65 anys o més que vivien soles. El nombre mitjà de persones vivint en cada habitatge era de 2,26 i el nombre mitjà de persones que vivien en cada família era de 2,84.
Per edats la població es repartia de la següent manera: un 22,2% tenia menys de 18 anys, un 9,8% entre 18 i 24, un 25,3% entre 25 i 44, un 27,4% de 45 a 60 i un 15,4% 65 anys o més.
L'edat mediana era de 40 anys. Per cada 100 dones de 18 o més anys hi havia 88,2 homes.
La renda mediana per habitatge era de 23.214 $ i la renda mediana per família de 34.250 $. Els homes tenien una renda mediana de 36.058 $ mentre que les dones 16.250 $. La renda per capita de la població era de 18.915 $. Entorn del 13,4% de les famílies i el 20,8% de la població estaven per davall del llindar de pobresa.

## Poblacions més properes
El següent diagrama mostra les poblacions més properes.